# Musicae sacrae
Musicae sacrae  è la XXXI enciclica di papa Pio XII, pubblicata il 25 dicembre 1955, e dedicata alla disciplina e all'ordinamento della musica sacra.